# 丸亀バスストップ
丸亀バスストップ（まるがめバスストップ）は、香川県丸亀市の高松自動車道にある高速バス用バス停留所。
時刻表では、『高速丸亀』と表記されている。
場所は香川県道46号長尾丸亀線との交差地点。
2014年には本バス停の北側に高速バス利用者用の駐車場が設置されている。

## 主な路線
- 高松 - 松山線（坊っちゃんエクスプレス。特急便は停車しない）
- 高松 - 高知線（黒潮エクスプレス）
- 大阪 - 丸亀・観音寺線（四国高速バス運行のさぬきエクスプレス大阪（丸亀駅発着）のみ。JR四国バス運行の観音寺エクスプレスは停車しない）
- 福岡・北九州 - 丸亀・高松線（さぬきエクスプレス福岡）

## 運行会社
- JR四国バス（坊っちゃんエクスプレス、黒潮エクスプレス）
- 四国高速バス（坊っちゃんエクスプレス、黒潮エクスプレス、さぬきエクスプレス大阪 、さぬきエクスプレス福岡）
- 伊予鉄バス（坊っちゃんエクスプレス）
- とさでん交通（黒潮エクスプレス）